# Nové pařížské módy
Nové pařížské módy byl český časopis pro ženy s podtitulem list paní a dívek českých, který vycházel v nakladatelství Aloise Hynka na Starém Městě pražském v Celetné ulici 11 v letech 1882–1940 a tiskl se v tiskárně Josefa R. Vilímka v letech 1882–1916.

## Historie
Časopis byl jedním z projevů české ženské emancipace od přelomu 19. a 20. století. Navázal na rakouskou edici módních časopisů a jejich příloh Les Modes parisiennes. Na rozdíl od tradičního pojetí ženských časopisů pro dobré hospodyně a matky, zaměřeného na domácí hospodaření, osvětu a vzdělávání lidových vrstev společnosti v duchu národně obrozeneckém, jakým byly od roku 1873 vydávané Ženské listy, tento časopis kladl důraz na moderní společenské zájmy ženy nové generace, s orientací na celou Evropu, zejména na pařížské niveau životního stylu. Odlišnosti spočívaly v eleganci módy odívání, galanterie, bytové kultury, v zájmu o francouzskou literaturu (vlastní překlady dodávaly např. Olga Fastrová nebo Helena Malířová) a na výtvarné umění. Časopis se rozhodl zaměřit i na ženy vzdělané, které znaly cizí jazyky a odebíraly módní časopisy rakouské, francouzské nebo britské. Časopis měl stálé přílohy Dámská beseda a Dětská šatna.
Vlivem nouze první světové války a polarizace válečných mocností byl rozsah časopisu v roce 1916 redukován a titul přejmenován na neutrální Nové mody. V této formě byly vydány v redakci Olgy Fastrové tři ročníky do roku 1919, kdy byl vystřídán stejnojmenným časopisem moderního československého trendu ženského civilismu.
Časopis v oboru módního návrhářství ve 20. až 30. letech 20. století dosáhl evropské úrovně, zatímco literární část za ní zaostávala (v ní tehdy vynikla Ženská hlídka redigovaná Milenou Jesenskou).

## Obsah
Časopis vycházel jako čtrnáctideník, od roku 1919 jako měsíčník. Na rozdíl od většiny soudobých společenských časopisů měl podstatnou část věnovánu ilustracím. Obsahoval vždy anonymní kresby módních návrhů oděvů, obuvi a módních doplňků žen a dětí. Dále byly publikovány grafické návrhy výšivek, nábytku a dalšího vybavení interiérů. Jejich výkresy byly k dispozici pro zasílání na dobírku. Všechny kresby měly jednotný stylový charakter a představovaly moderní až avantgardní stylovou polohu.
Od počátku vycházel ve vysoké grafické a typografické kvalitě s množstvím ilustrací v technice ocelorytiny, včetně příloh s barevnými litografiemi, většinou ručně kolorovanými. Ve srovnání s ostatními českými periodiky dosahoval společně se Zlatou Prahou nejkvalitnější grafické úpravy a kvality obrazových reprodukcí. Obsahoval aktuality, články o domácnosti, kultuře a vzdělání, měl obrazovou a střihovou přílohu oděvů. Od roku 1919 měl barevnou obálku.

## Galerie

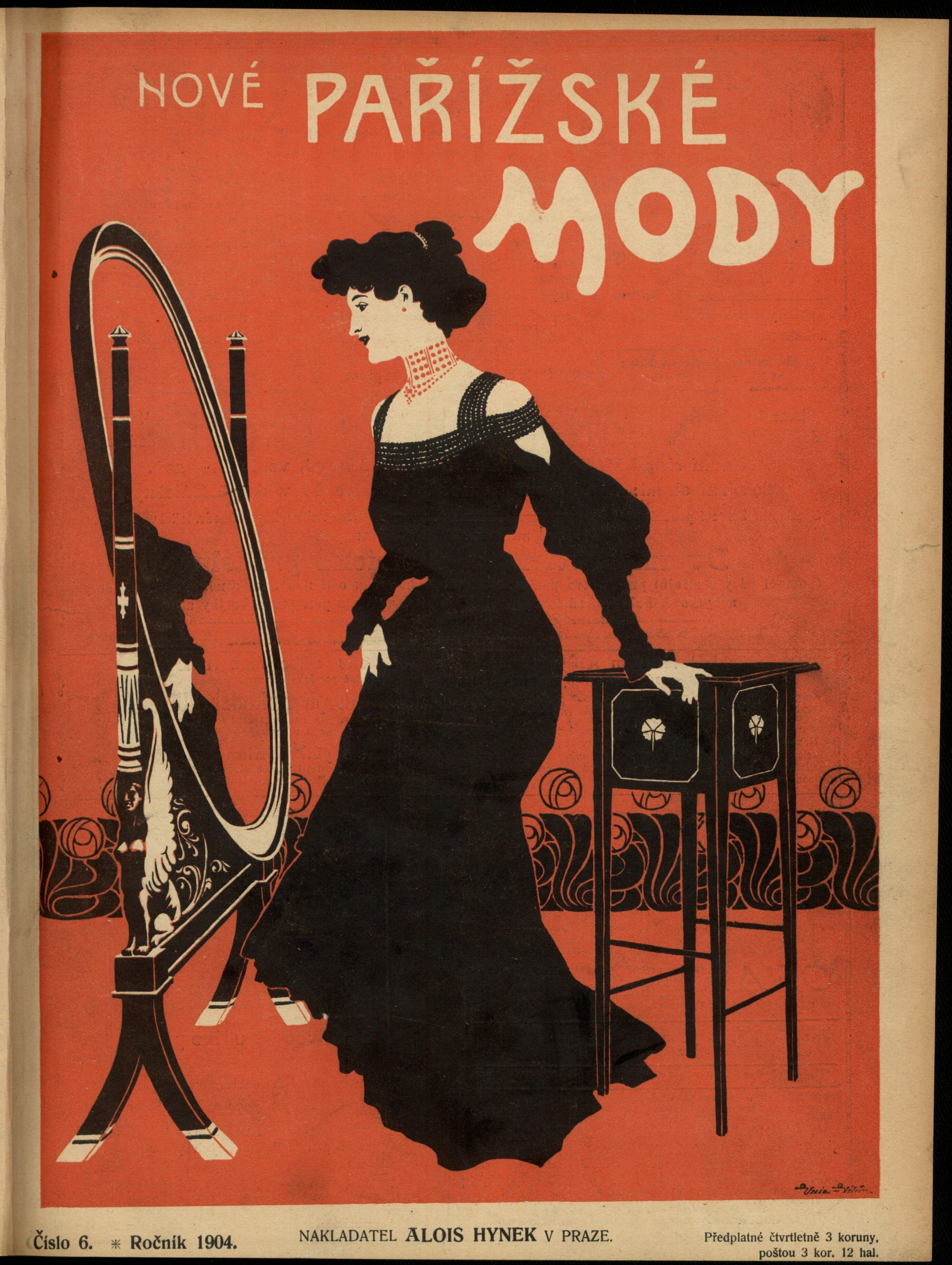
Nové pařížské módy, ukázka obálky z 10. ročníku z roku 1904
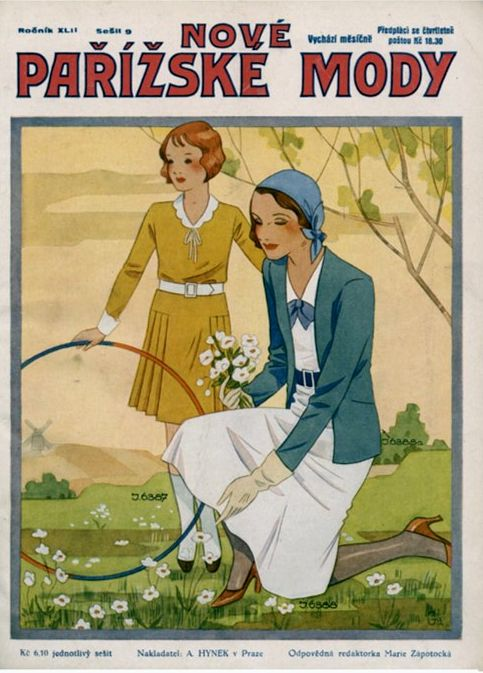
Nové pařížské módy, ukázka obálky ze 42. ročníku z roku 1930